# Jacob ben Wolf Kranz
Pour les articles homonymes, voir Kranz.
Jacob ben Wolf Kranz ou Jacob ben Wolf Kranc (en hébreu: יעקב קרנץ), connu comme le Maggid de Dubno ou le Dubner Maggid (en hébreu: מגיד מדובנא) (né en 1741 à Dziatlava, en Lituanie, aujourd'hui en Biélorussie et mort le 18 décembre 1804 à Zamość, en Pologne) est un célèbre rabbin et prédicateur lituanien.

## Biographie
Jacob ben Wolf Kranz, est né en 1741 à Dziatlava, en Lituanie, aujourd'hui en Biélorussie.
Il devient un prédicateur (Maggid) à Meseritz (Międzyrzecz), Pologne), à l'âge de 18 ans.

## Œuvres
- (he) Mishle Yaʻaḳov: ha-menuḳad, 1970
- (he) Ohel Yaʻaḳov, 1874
- (he) Sefer ha-midot: ʻim Shiyure ha-midot gam Berure ha-midot, 1993
- (he) Sefer Kol Yaa̓kov, 1876, 1964
- (he) Meshalim ve-gam sipurim le-noʻar ule-kol bet Yiśraʾel, 1956
- (he) Sefer Ohel Yaakov: al hamishah humshe Torah, 1909
- Ale mesholim fun Dubner magid: gezamelṭ un iberzetsṭ fun zayne ṿerḳ (en yiddish), 1925
- (he) Kokhav mi-Ya'akov, 1871
- (he) Perush Megilat Ester na-niḳra Ḳol rinah ṿi-yeshuʻah, 1994
- (he) Meshalim ṿe-gam sipurim: la-noʻar ule-khol bet Yiśraʼel, 1956
- (he) Mishle ha-Magid mi-Dubna: ḳovets mivḥar meshalaṿ u-maʻaśiyotaṿ, 1900, 2011
- (he) Kitve ha-Magid mi-Dubnah, 1980
- (en) Voice of weepers: commentary of the Dubner Maggid on the book of Lamentations, 2004
- (he) Sefer Ohel Yaʻaḳov, 2009
- (he) Hagadah shel Pesaḥ, 1987[4]